# تغطية سكرية

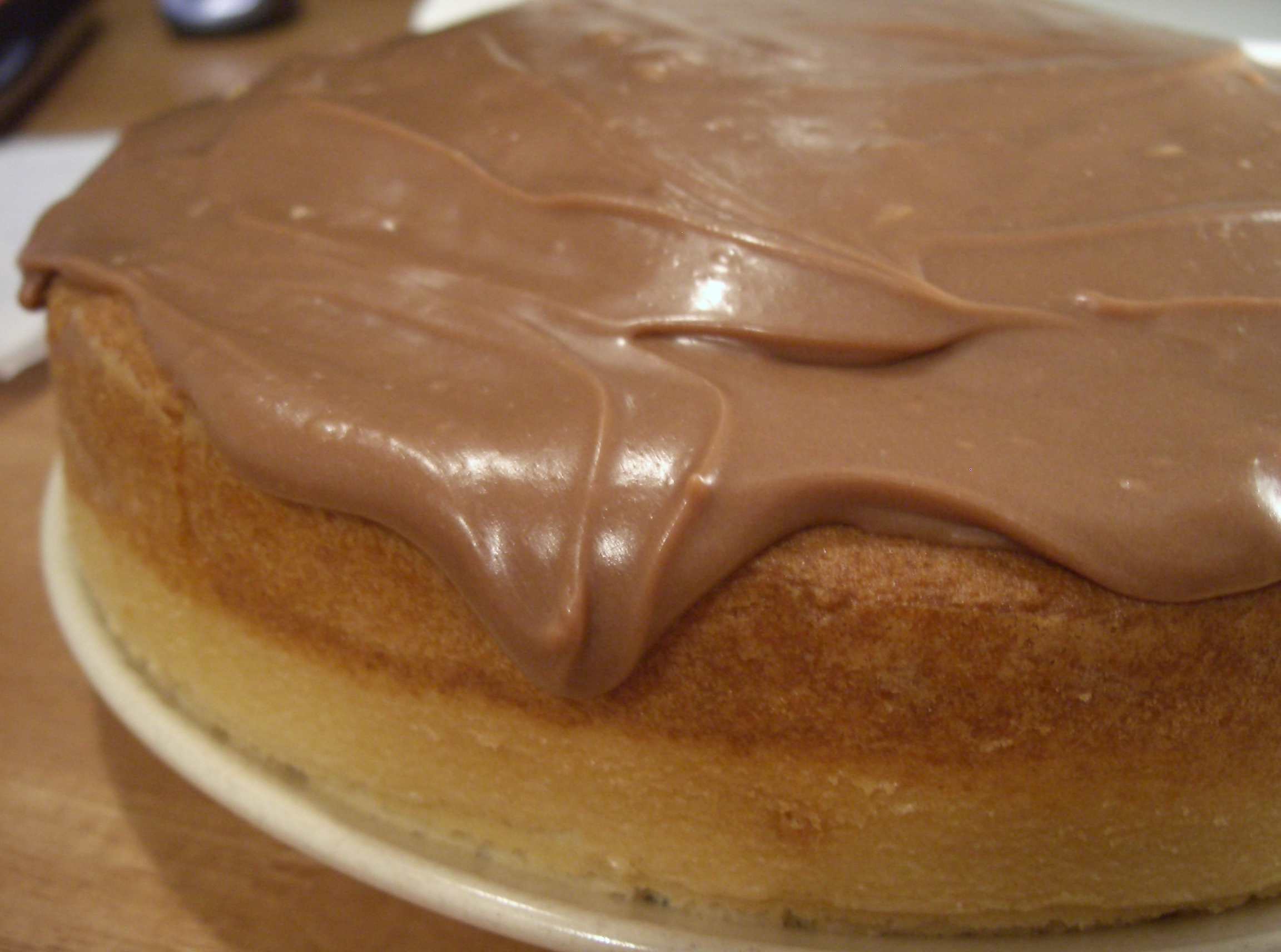
كعكة مع تغطية سكرية مصنوعة من الشوكولاته والكريمة الحامضة

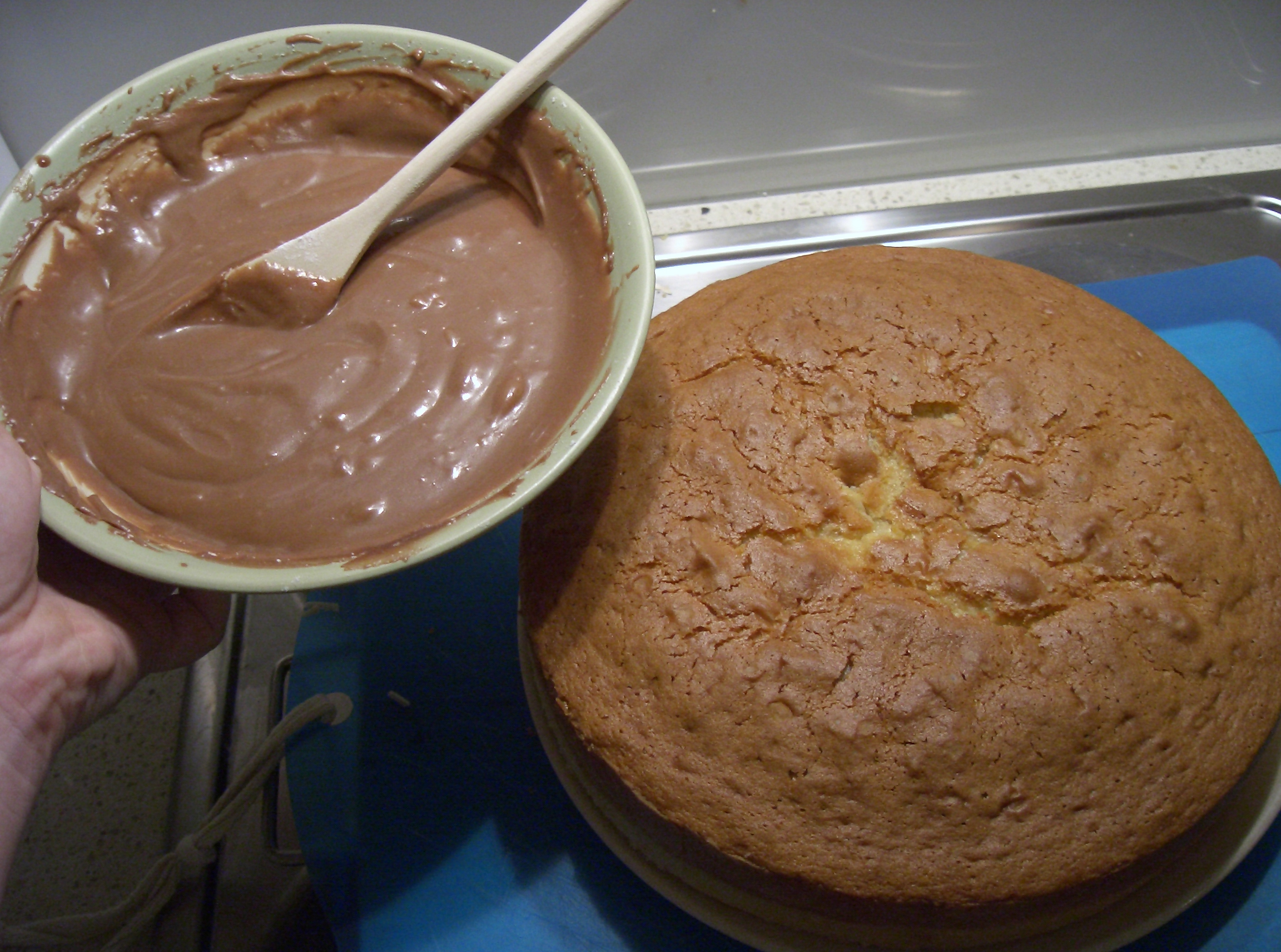
التغطية السكرية في الوعاء قبل أن يتم توزيعها ععلى الكعكة.

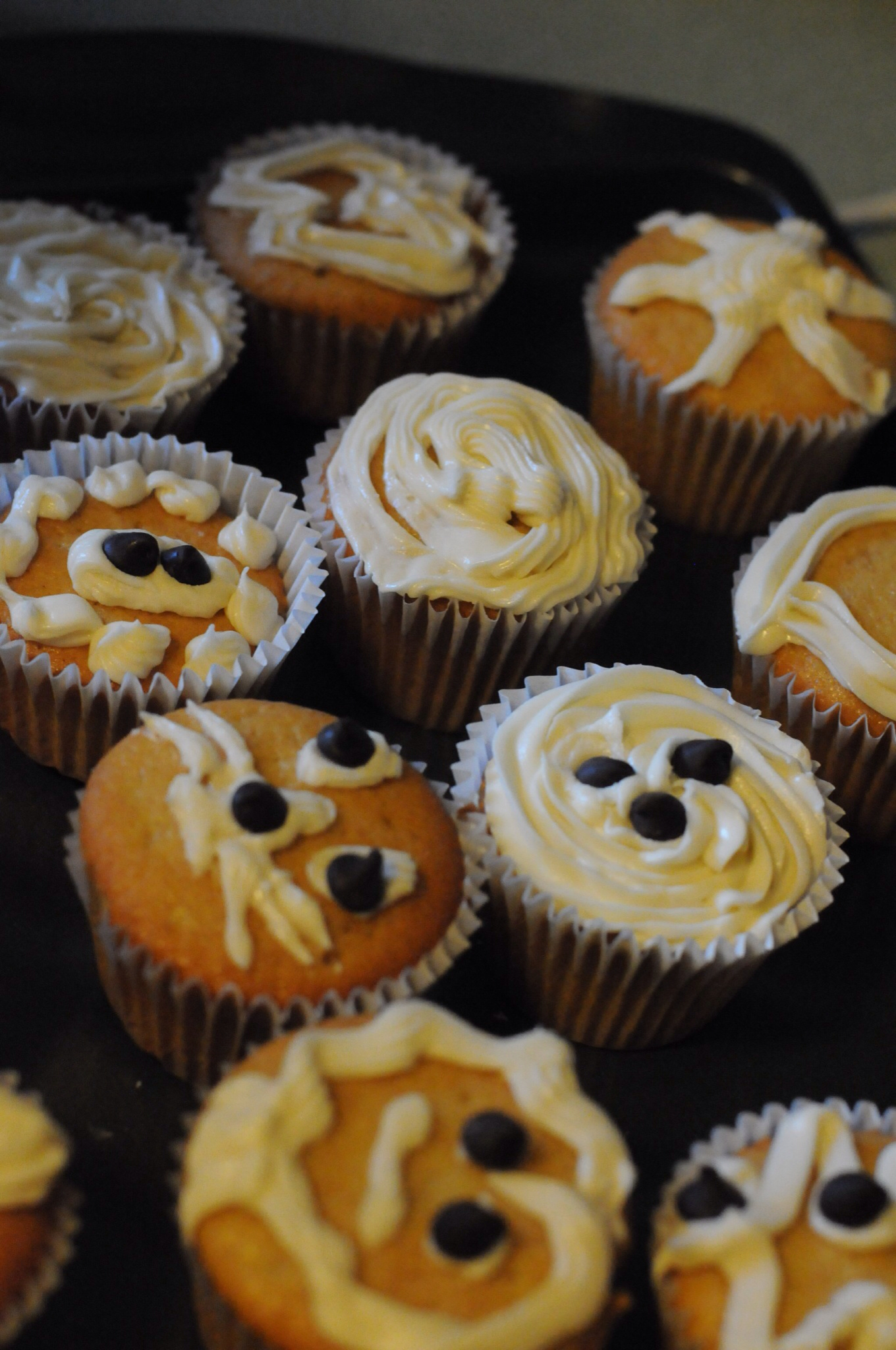
كب كيك مزينة من قبل الأطفال باستخدام كريمة الزبدة البيضاء.

الكساء أو التغطية السكرية أو سكر الزينة (بالإنجليزية: Icing)، وتسمى كساء متجمد (Frosting) في الولايات المتحدة. هي عبارة عن تغطية حلوة المذاقة وقشطية في بعض الأحيان. مصنوعة من خلط السكر مع سائل، مثل الماء أو الحليب، والتي غالباً ما يتم إغنائها مع مكونات أخرى مثل الزبدة، أو بياض البيض، أو الجبنة القشطية، أومنكهات. حيث تستخدم لتغطية أو تزيين المخبوزات، مثل الكعك أوالكوكي. وعندما يتم استخدامها بين طبقات الكيك، فإنها تدعى حشوة (Filling).
يمكن تشكيل سكر الزينة بإشكل مثل الأزهار والأوراق باستخدام الكيس الحلواني. مثل هذه الزينة شائعة في كعكات عيد الميلاد وكعكات الزفاف. وعادة ما تضاف ملونات غذائية إلى سكر الزينة للحصول على اللون المطلوب. وغالباً ما تستخدم الرشات، ورذاذ التلوين، والصور المطبوعة الصالحة للأكل أو أدوات زينة أُخرى فوق سكر الزينة.
أبسط أنواع سكر الزينة هو سكر الزينة الثلجي (glacé icing)، والذي يتكون من السكر المطحون والماء. ويمكن إضافة النكهة أو اللون حسب الطلب، كاستبدال الماء بعصير الليمون. أنواع سكر الزينة الأكثر تعقيداً يمكن تحضيرها بخفق الزبدة مع السكر المطحون (مثل كريمة الزبدة)، أو بإذابة السكر والزبد معاً، أو باستخدام بياض البيض (مثل سكر الزينة الملكي)، أو بإضافة مكونات أخرى كالغليسيرين (مثل عجينة الفندان). بعض أنواع سكر الزينة يمكن تحضيرها عن طريق مزج السكر والجبنة الكريمية أو الكريمة الحامضة، أو يمكن تحضيرها باستخدام اللوز المطحون (مثل عجينة المرصبان).

## التاريخ
ظهرت عملية تغطية الكعك بمدقوق السكر أو غيرها من المواد في القرن السابع عشر. حيث كان يتم تطبيق سكر الزينة على الكعكة ثم تدخل الفرن لكي تتصلب. وظهرت التسمية "icing" في عام 1683، أما أول توثيق لكلمة "frosting" فكان في عام 1750.

## معرض صور

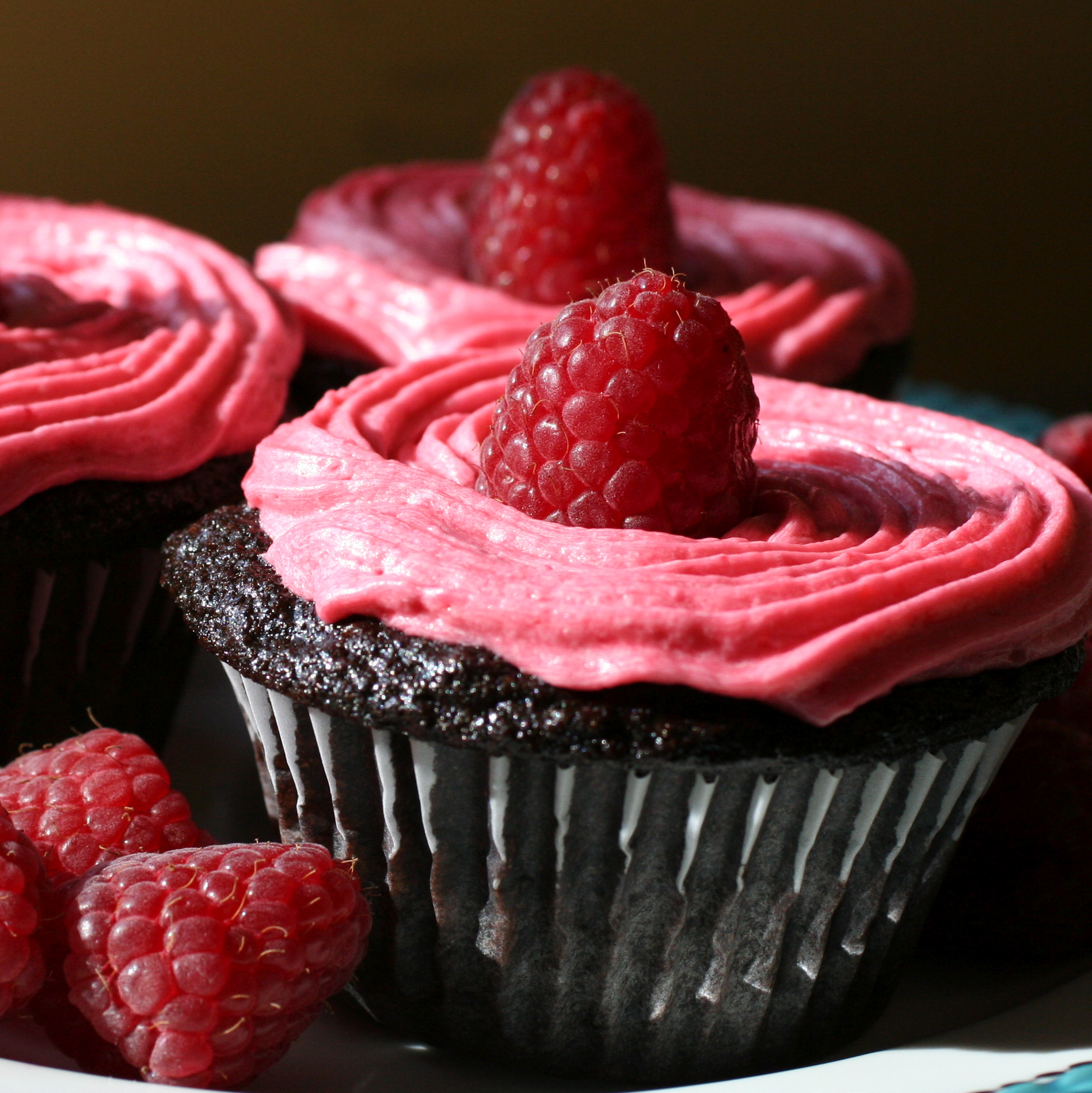
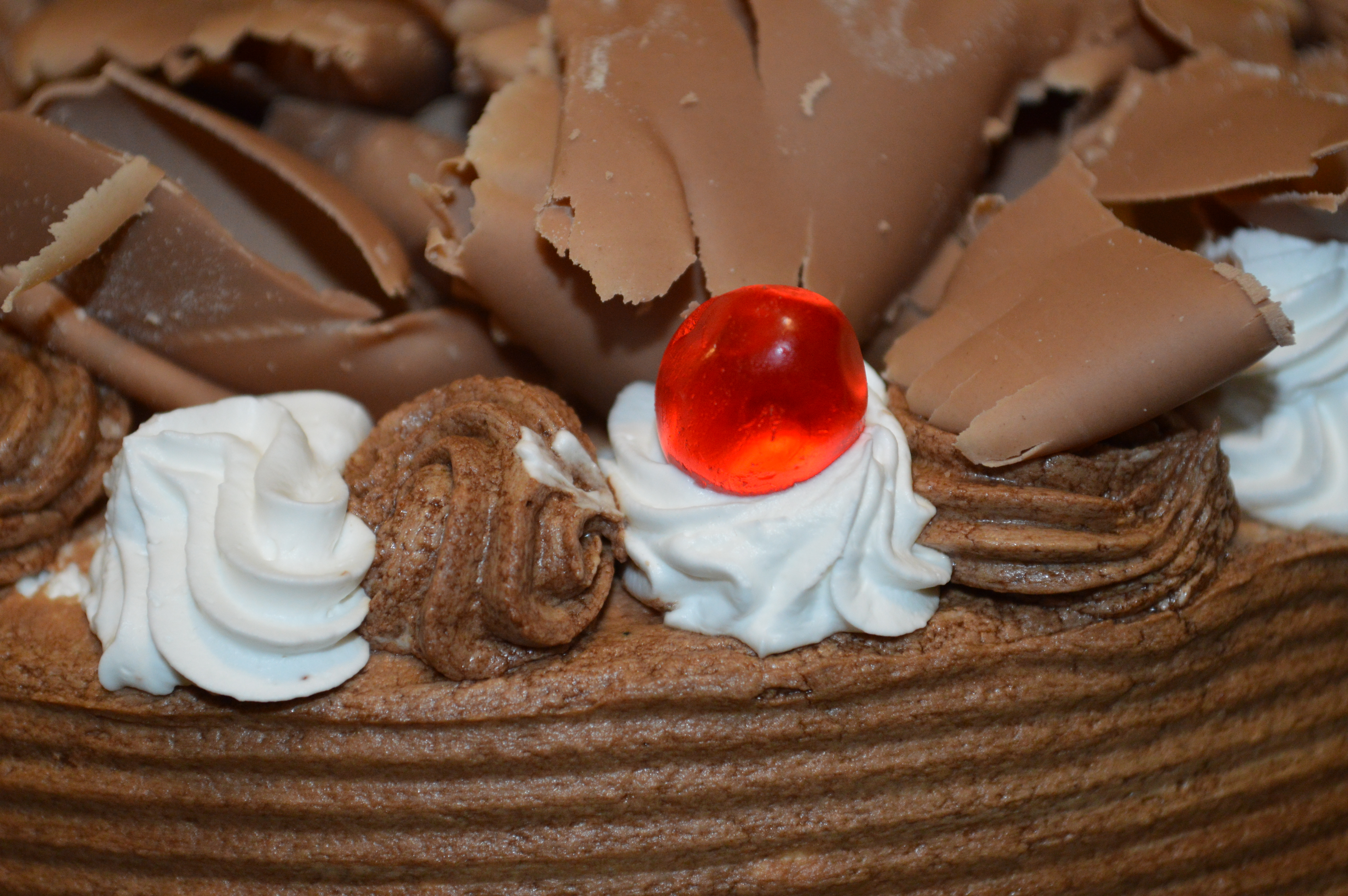
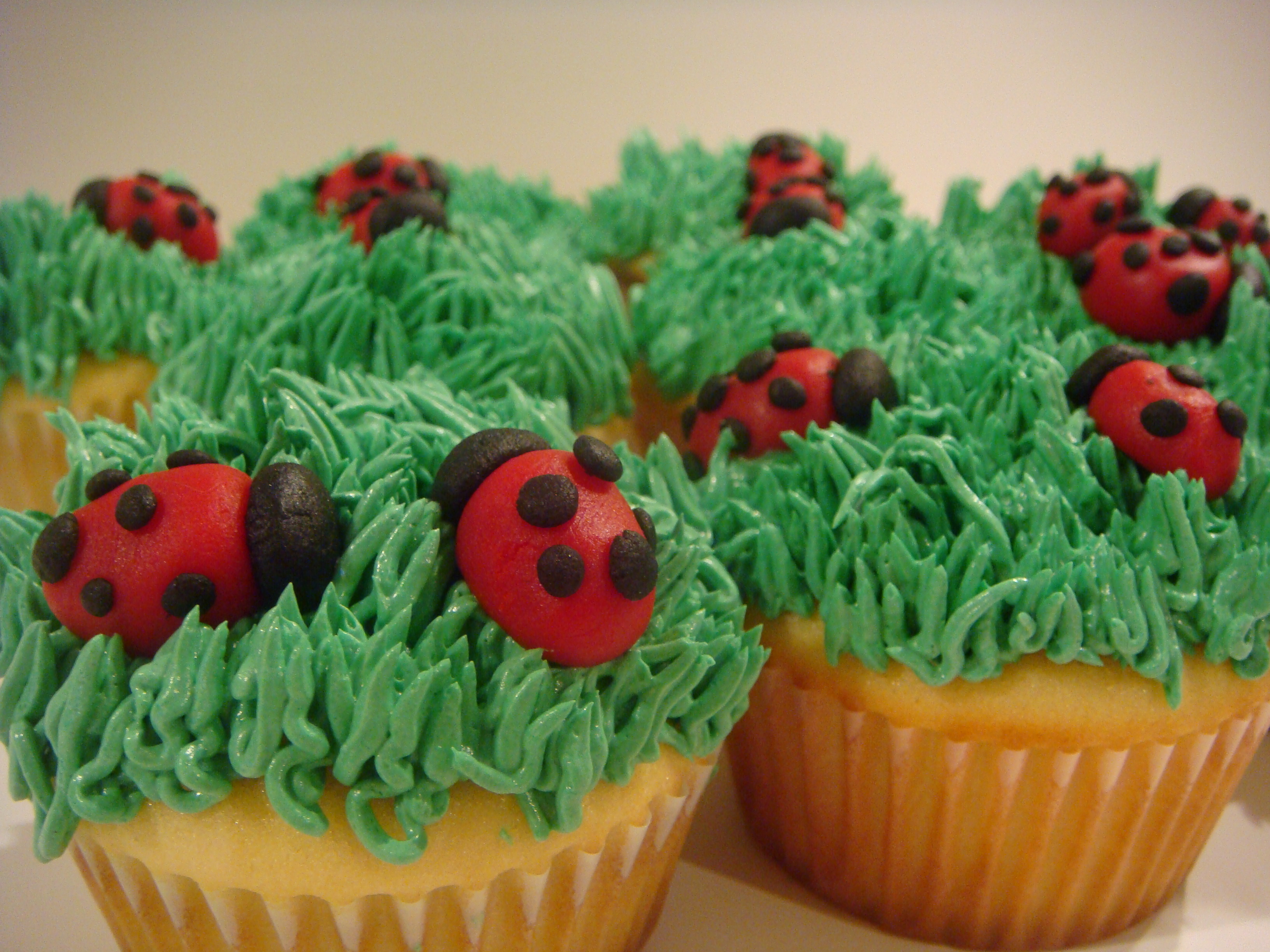
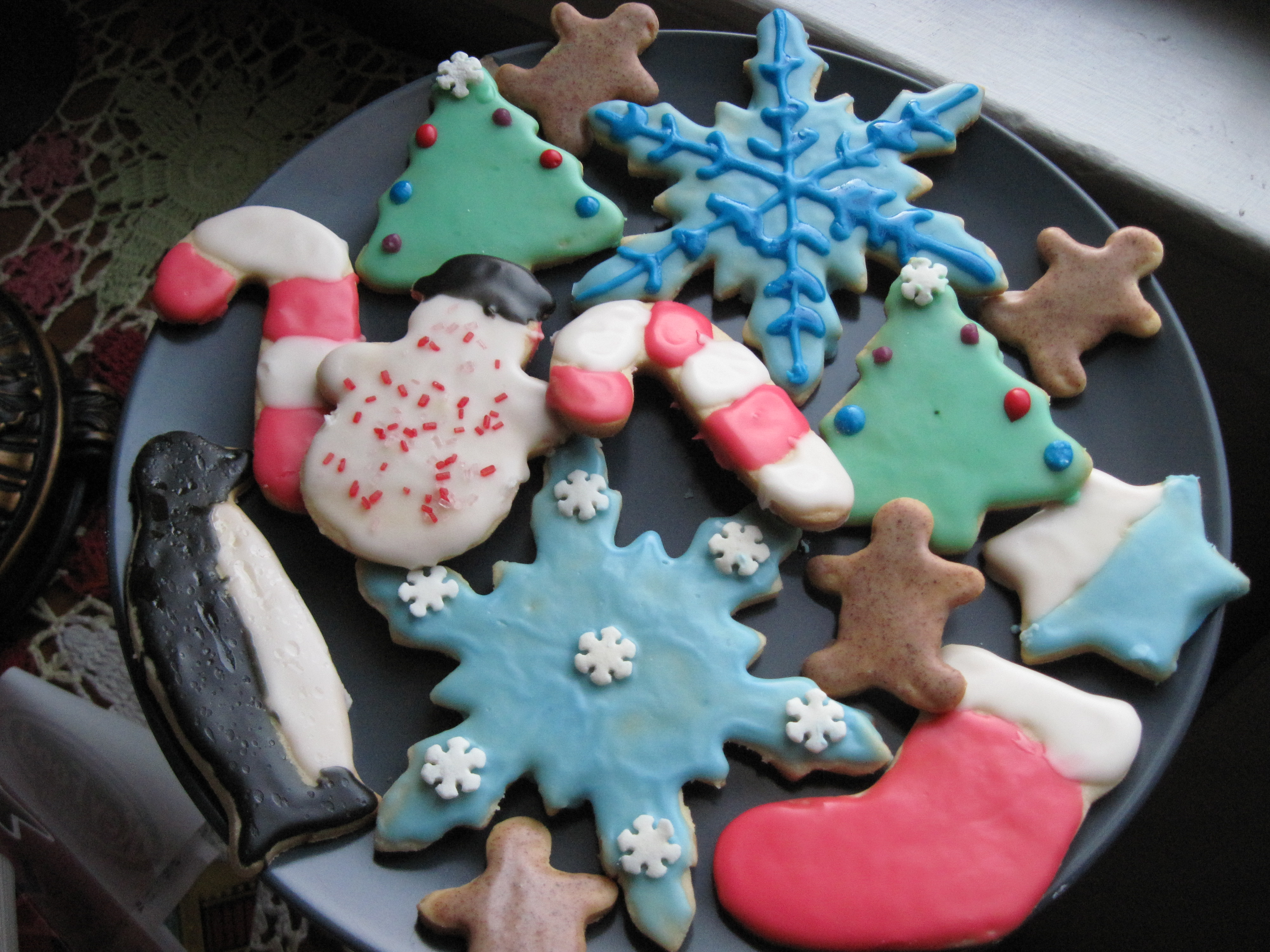